# مؤتمر الكمبيوتر الأسترالي في التعليم

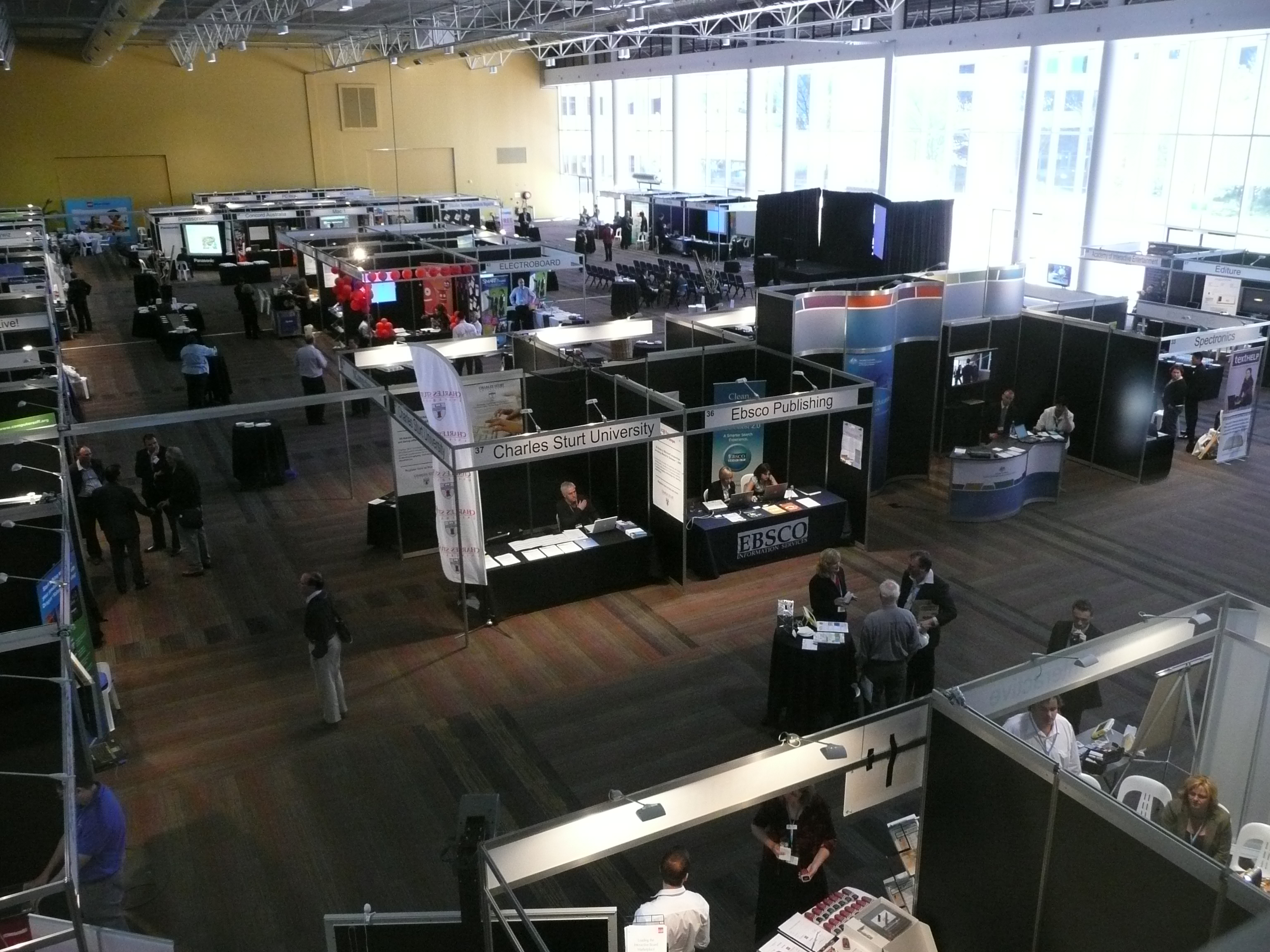

مؤتمر الكمبيوتر الأسترالي في التعليم - المؤتمر الوطني هو مؤتمر يعقد مرة كل سنتين للمجلس الأسترالي للحاسبات في التعليم ACCE، يجمع هذا المؤتمر بين المعلمين من جميع أنحاء أستراليا وحول العالم المهتمين باستخدام تقنيات المعلومات والاتصالات؛ لدعم وتعزيز التعليم والتعلم في الفصول الدراسية، بدلًا من التركيز على استخدامها في التعليم العالي، أو إدارة المدرسة.
تتناوب المنظمات الأعضاء التابعة للمجلس الأسترالي للحاسبات في التعليم على استضافة المؤتمر الوطني، بدلًا من مؤتمر الدولة الخاص بها، وهي :
·        جمعية تسمانيا للمعلمين والمهنيين لتكنولوجيا المعلومات في التعليم TASITE
·        التعلم الرقمي والتدريس فيكتوريا DLTV
·        منظمة مهنية لمعلمي تقنية المعلومات والاتصالات في نيو ساوث ويلز ICTENSW
·        جمعية كوينزلاند لتقنية المعلومات في التعليم QSITE
·        رابطة معلمي تكنولوجيا المعلومات في الإقليم الشمالي ITEANT
·        جمعية جنوب أستراليا المهنية EdTEchSA
. رابطة الحوسبة التعليمية في غرب أستراليا ECAWA